# Edouard Klabinski
Edouard Klabinski (Herne, Alemanya, 7 d'agost de 1920 - Halluin, França, 4 de març de 1997) va ser un ciclista polonès que fou professional entre 1946 i 1958, en què aconseguí 51 victòries. De totes elles, la més important fou la victòria en la primera edició del Critèrium del Dauphiné Libéré.

## Palmarès
- 1946
  - 1r del Gran Premi dels Comerciants de Calais
- 1947
  - 1r del Critèrium del Dauphiné Libéré
  - 1r de la Charleroi-Chaudfontaine
  - 1r del Critèrium de Charleroi
  - 1r del Premi Petitjean a Hautmont
- 1948
  - 1r del Gran Premi de Saint-Quentin
- 1949
  - 1r de la Lilla-Calais-Lilla
- 1950
  - 1r del Gran Premi de Fourmies
  - Vencedor d'una etapa del Tour del Sud-oest
- 1954
  - 1r al Critèrium de Douai
  - Vencedor de 2 etapes de la Cursa de la Pau
- 1957
  - 1r del Circuit Francobelga
  - 1r de la París-Arras
  - 1r de la París-Douai

### Resultats al Tour de França
- 1947. 34è de la classificació general
- 1949. 18è de la classificació general
- 1949. Abandona (5a etapa)